# Junta de Damas de Honor y Mérito
La Junta de Damas de Honor y Mérito es una asociación filantrópica femenina fundada en 1787 por el rey Carlos III en Madrid.

## Historia
La asociación se creó como sección separada y dependiente de la Real Sociedad Económica Matritense de Amigos del País para ordenar la salida al espacio público de las mujeres en el periodo de la Ilustración, tras la admisión como socias de mérito de María Isidra Quintina de Guzmán y de la Cerda y María Josefa Alfonso Pimentel y Téllez-Girón. En el debate sobre el ingreso de las mujeres participaron Melchor Gaspar de Jovellanos, Francisco de Cabarrús y Josefa Amar y Borbón, entre otros.
Fue autorizada por la Real Orden de 27 de agosto de 1787 y la inauguración oficial tuvo lugar el 5 de octubre del mismo año en las Casas Consistoriales de Madrid. Sus objetivos eran «establecer y radicar la buena educación, mejorar las costumbres con su ejemplo y con sus luces, introducir el amor al trabajo y fomentar la industria». Sus estatutos fueron aprobados por Carlos IV en 1794, reformados posteriormente en 1851 y 1905.
La primera presidenta fue María Josefa Alfonso Pimentel y Téllez-Girón, duquesa de Osuna.
Su primer cometido consistió en la supervisión de las Escuelas Patrióticas de la Real Sociedad Económica Matritense de Amigos del País. Con posterioridad se hizo cargo de otras escuelas especializadas de formación profesional como la Escuela de Bordados y la Escuela de Flores Artificiales.
El lema de la Real Sociedad Económica Matritense de Amigos del País era Socorre enseñando. La Junta de Damas siguió este lema en su trabajo con la Real Inclusa de Madrid. Fue ahí en la Real Inclusa de Madrid que las mujeres de la Junta de Damas ayudaban a niños huérfanos de la ciudad para bajar la altísima (87 %) cifra de mortalidad infantil.
En 1799, las mujeres lograron que Carlos IV les autorizara a dirigir la Real Inclusa de Madrid y en 1807, el Colegio de Niñas de la Paz. En 1819, la Junta de Damas abrió la Escuela de Enseñanza Mutua para niñas. En 1838, la reina regente María Cristina de Borbón puso bajo su supervisión el Colegio de Huérfanas de la Unión. En 1860, inauguró la Casa de Maternidad y en 1871, el Asilo de los Hijas de las Cigarreras.
La Junta de Damas obtuvo la personalidad jurídica propia por Real Orden de 3 de julio de 1920, para el cumplimiento de sus fines.